# MaliVai Washington
MaliVai Washington (Glen Cove, 20 juni 1969) is een voormalig tennisspeler uit de Verenigde Staten. Zijn grootste succes was het bereiken van de finale van het mannenenkelspel van Wimbledon in 1996.
Washington speelde tennis vanaf zijn vijfde jaar. Aan het einde van de jaren 1980 speelde hij voor de Universiteit van Michigan en was in die jaren de nummer 1 van de universiteitsspelers. Hij werd professional in 1989.
Zijn eerste aansprekende resultaat behaalde hij in 1990 toen hij Ivan Lendl versloeg in de tweede ronde van het toernooi van New Haven, Connecticut. Washington won zijn eerste ATP titel in 1992 in Memphis. In 1996 bereikte hij zijn eerste (en enige) grandslamfinale op Wimbledon, die hij verloor van Richard Krajicek met 6-3, 6-4 en 6-3. Tijdens zijn carrière won hij vier ATP-titels. Zijn hoogste plaats op de tenniswereldranglijst was nummer 11 in 1992.
In de jaren die volgden werd hij geplaagd door blessures en in 1999 beëindigde hij zijn professionele tennisloopbaan.

## Prestatietabel
| Legenda | Legenda                          |
| ------- | -------------------------------- |
| g.t.    | geen toernooi gehouden           |
| l.c.    | lagere categorie                 |
| –       | niet deelgenomen                 |
| G       | uitgeschakeld in de groepsfase   |
| 1R      | uitgeschakeld in de eerste ronde |
| 2R      | uitgeschakeld in de tweede ronde |
| 3R      | uitgeschakeld in de derde ronde  |
| 4R      | uitgeschakeld in de vierde ronde |
| KF      | uitgeschakeld in de kwartfinale  |
| HF      | uitgeschakeld in de halve finale |
| F       | de finale verloren               |
| W       | het toernooi gewonnen            |
| w-v     | winst/verlies-balans             |

### Prestatietabel grand slam, enkelspel
| Toernooi        | 1989 | 1990 | 1991 | 1992 | 1993 | 1994 | 1995 | 1996 | 1997 | 1998 |
| --------------- | ---- | ---- | ---- | ---- | ---- | ---- | ---- | ---- | ---- | ---- |
| Australian Open | –    | –    | 1R   | 3R   | 4R   | KF   | 1R   | 4R   | 4R   | 2R   |
| Roland Garros   | –    | 1R   | 1R   | 2R   | 4R   | 1R   | 2R   | 1R   | –    | –    |
| Wimbledon       | –    | 2R   | 2R   | 1R   | 2R   | 1R   | 1R   | F    | –    | –    |
| US Open         | 2R   | 2R   | 3R   | 4R   | 3R   | 2R   | 1R   | 2R   | –    | 1R   |

### Prestatietabel grand slam, dubbelspel
| Toernooi        | 1990 | 1991 |
| --------------- | ---- | ---- |
| Australian Open | –    | –    |
| Roland Garros   | –    | –    |
| Wimbledon       | –    | –    |
| US Open         | 1R   | 2R   |